# Buhe’e’erdun
Buhe’e’erdun (chiń. 布和额尔敦; ur. 15 czerwca 2000) – chiński zapaśnik walczący w stylu wolnym. Brązowy medalista igrzysk azjatyckich w 2022, a także mistrzostw Azji w 2023 i 2024. Drugi na mistrzostwach Azji juniorów w 2019 roku.